# Luke Lamperti
Luke Lamperti (født 31. december 2002 i Sebastopol) er en cykelrytter fra USA, der er på kontrakt hos Soudal Quick-Step.